# MacMag
MacMag es un virus informático que nació a finales de 1987 y que fue el primero en infectar masivamente equipos Macintosh. Fue idea de Richard Brandow, editor jefe de la revista MacMag (especializada en el mundo Mac. De aquí el nombre del virus, aunque también se le conoce como Peace, Aldus, Brandow o Drew.

## Historia
Fue lanzado en diciembre de 1987, pero no fue descubierto hasta febrero de 1988 en un foro de CompuServe para el lenguaje de programación HyperCard, ya que un usuario alertaba de una situación anómala cuando descargaba un archivo de pila, llamado NEWAPP.STK, y que dicho fichero estaba infectado. En un principio el moderador del foro no dio importancia a la advertencia del usuario, pero más tarde se retractó al comprobar que era cierta la infección. El mensaje que lanzó ese usuario es un mensaje ya conocido:NEWAPP.STK Hypercard stack file was no longer on the system.
Tras descargar el archivo se infectaba el equipo instalando como un programa de inicio automático en la INT llamado DR e infectando cualquier disco limpio del sistema que estuviera en contacto con él. El virus estaba creado para ejecutarse el 2 de marzo de 1988, día en el que se acababa el proceso de infección de equipos y pasaba a realizar aquello para lo que en un principio se creó, emitir el siguiente mensaje:

RICHARD BRANDOW, publicador de MacMag, y su equipo de trabajo al completo les gustaría aprovechar esta oportunidad para llevar su MENSAJE UNIVERSAL DE PAZ
a todos los usuarios de Macintosh alrededor del mundo

RICHARD BRANDOW, publisher of MacMag, and its entire staff would like to take this opportunity to convey their UNIVERSAL MESSAGE OF PEACE
to all Macintosh users around the world

Debido al mensaje que aparecía también se le conoce como el virus PEACE o BRANDOW, por el mensaje de paz que envía y porque aparece el nombre del editor de la revista. Richard Brandow afirmó la paternidad del virus, aunque más adelante se descubre que en el código  aparece el nombre del programador Drew Davidson, un joven que había escrito el código del virus. A día de hoy no está claro si Brandow colaboró con Drew o fue el segundo quién creó el virus a petición del primero. Por esto también se le conoce con el nombre de Drew.

## Caso Aldus
En un principio la idea del virus es que fuera benigno, simplemente que se extendiera al mayor número de equipos para enviar el mensaje al máximo número de usuarios posibles, pero el código tenía errores que generaban algunos crashes de sistemas, por lo que provocó algunos incidentes.
El virus llegó a la compañía Aldus, especializada en el desarrollo de software para Macintosh e infectó algunos de los discos del nuevo programa de diseño gráfico vectorial que acababan de sacar a la venta, con el consecuente brote de infecciones del virus. Hubo que retirar discos del mercado ya que estaban infectados. La compañía Aldus estuvo a punto de demandar a la revista Macmag, aunque al final nunca se llevó a cabo dicha denuncia. Por esto también es conocido con el nombre de virus Aldus.